# Pherbellia oregona
Pherbellia oregona är en tvåvingeart som beskrevs av Steyskal 1961. Pherbellia oregona ingår i släktet Pherbellia och familjen kärrflugor. Inga underarter finns listade i Catalogue of Life.